# Ottiglio
Ottiglio (Autij in piemontese) è un comune italiano di 547 abitanti della provincia di Alessandria in Piemonte, situato a 18 km. a sud-ovest della città di Casale Monferrato.

## Storia

### Simboli
Lo stemma e il gonfalone del comune di Ottiglio sono stati concessi con decreto del presidente della Repubblica del 6 agosto 1988.
Nei due grappoli d'uva presenti nello stemma comunale, vengono ricordati la Barbera e il Grignolino, i due vitigni fondamentali per l'economia del paese. Le otto stelle ricordano invece le otto famiglie di feudatari che dominarono Ottiglio nei secoli passati: Belloni, Burzi, Carelli, Guarneri, Montiglio, Plani, Rampini e Curioni-Guazzi.

## Società

### Evoluzione demografica
Il forte spopolamento del paese ha portato negli ultimi cento anni alla perdita dei trequarti della popolazione residente.
Abitanti censiti

## Amministrazione
Di seguito è presentata una tabella relativa alle amministrazioni che si sono succedute in questo comune.
| Periodo        | Periodo        | Primo cittadino           | Partito                                 | Carica  | Note  |
| -------------- | -------------- | ------------------------- | --------------------------------------- | ------- | ----- |
| 26 giugno 1985 | 25 maggio 1990 | Evasio Rosso              | lista civica                            | Sindaco | [ 6 ] |
| 25 maggio 1990 | 24 aprile 1995 | Franco Braghero           | Partito Socialista Democratico Italiano | Sindaco | [ 6 ] |
| 24 aprile 1995 | 14 giugno 1999 | Evasio Rosso              | centro-sinistra                         | Sindaco | [ 6 ] |
| 14 giugno 1999 | 14 giugno 2004 | Evasio Rosso              | lista civica                            | Sindaco | [ 6 ] |
| 14 giugno 2004 | 8 giugno 2009  | Luigi Cabiale             | lista civica                            | Sindaco | [ 6 ] |
| 8 giugno 2009  | 26 maggio 2014 | Luigi Cabiale             | lista civica: insieme per Ottiglio      | Sindaco | [ 6 ] |
| 26 maggio 2014 | 25 maggio 2019 | Franco Barberis           | lista civica: insieme per Ottiglio      | Sindaco | [ 6 ] |
| 25 maggio 2019 | 9 giugno 2024  | Massimo Calogero Pasciuta | lista civica: Tradizione e futuro       | Sindaco | [ 6 ] |
| 9 giugno 2024  | in carica      | Massimo Calogero Pasciuta | lista civica: Tradizione e futuro       | Sindaco | [ 6 ] |